# Academia Filarmônica de Bolonha

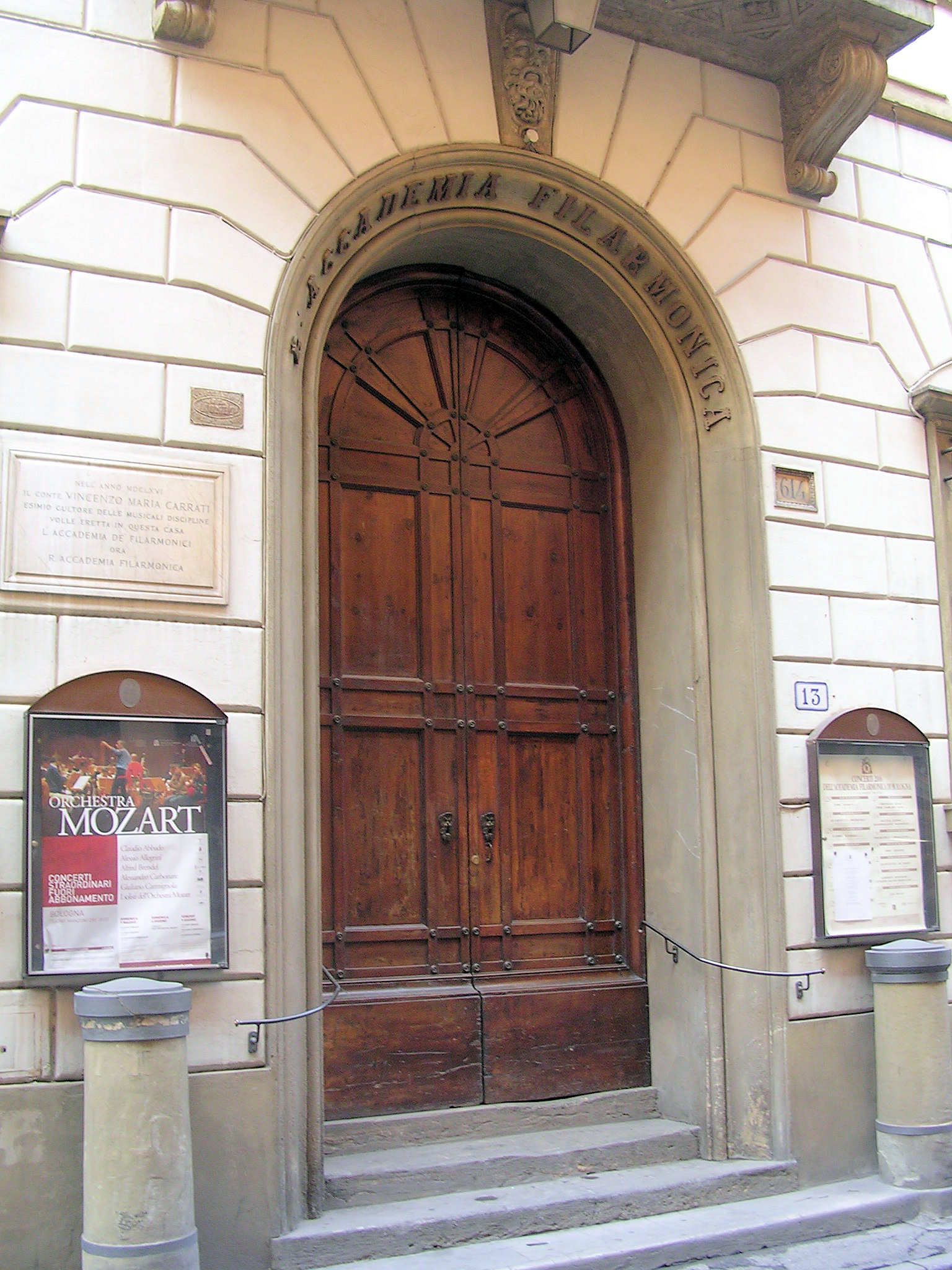
Fachada do Palazzo Carrati, sede da Academia

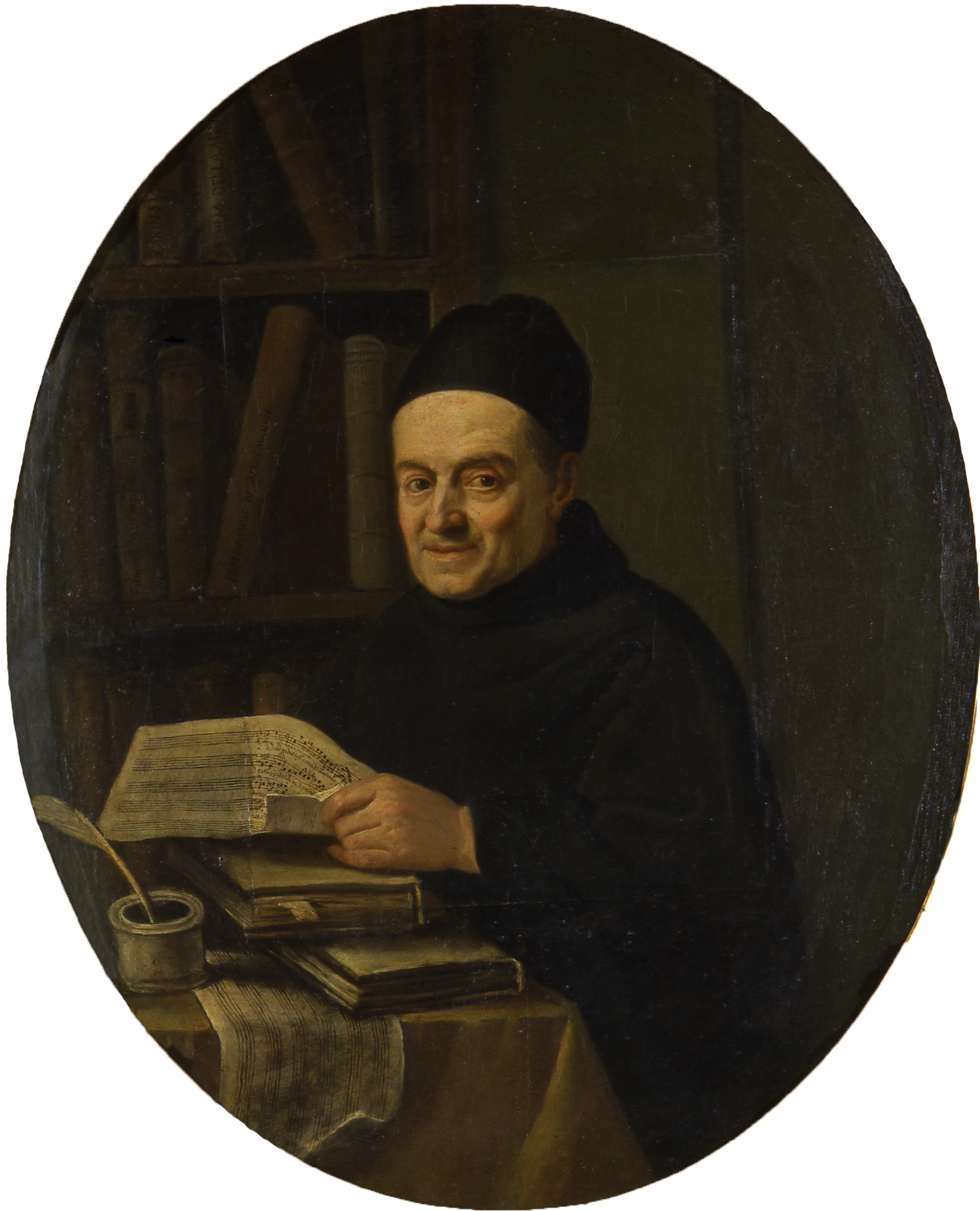
Retrato do Padre Martini (Bolonha, Museu Internacional e Biblioteca de Música), um dos mais estimados "Filarmonici"

A Academia Filarmônica de Bolonha (em italiano, Accademia Filarmonica di Bologna) foi uma associação musical de Bolonha, na Itália.
Foi fundada em 1666 pelo conde Vincenzo Maria Carrati, instalando-a no palácio da sua família. Foi a primeira de várias associações privadas que se formaram na cidade no século XVII, que reuniam os principais artistas e intelectuais da cidade e muitos de outras paragens, uma vez que Bolonha naquele período era a segunda maior cidade dos Estados Pontifícios, sediava a mais antiga universidade do mundo e tinha uma intensa vida cultural. Ao contrário de outras, que se dedicavam a interesses variados, a Academia Filarmônica voltou-se exclusivamente à música.
A Academia em pouco tempo tornou-se uma das mais prestigiadas e seletivas associações musicais da Europa, dela emanando importante influência estética sobre a prática musical italiana. Tinha como padroeiro Santo Antônio de Pádua e o lema Unitate melos, e manteve estreito relacionamento com a Igreja desde o início. A fim de manter o decoro da sociedade seus estatutos previam uma série de obrigações devocionais, entre elas orações diárias e a celebração anual de uma missa solene em honra de Santo Antônio nos seu dia festivo, com música conduzida pelos próprios acadêmicos, após a qual eles se reuniam na sede da sociedade para uma grande festa, com todas as despesas pagas pelo fundador. Em seus primeiros tempos a Academia cultivou uma música de caráter conservador, seguindo a tradição polifônica renascentista. Seus sócios se dividiam em três categorias: compositores, cantores e instrumentistas. A admissão era considerada um grande privilégio e muitos dos mais ilustres músicos e teóricos dos séculos XVII a XIX foram sócios, incluindo o padre Martini, Corelli, Mozart, Farinelli, Rossini, Liszt, Verdi e Wagner.
Depois da morte do conde a Academia enfrentou dificuldades econômicas. Para saná-las em 1713 foi instituída a função de Cardeal Protetor para dirigir e auxiliar a entidade, desempenhada pelo cardeal Pietro Ottoboni, um dos mais generosos mecenas de seu tempo, o que consolidou seu prestígio internacional. Ottoboni auxiliou a redefinir os estatutos e instituiu a função de Definidor Perpétuo, atribuída a dois músicos de notório saber, com a incumbência de selecionar novos sócios. Através da sua intervenção em 1716 o papa Clemente XI reconheceu oficialmente os estatutos. Novos estatutos foram aprovados pelos papas Bento XIV (1749), que lhe concedeu também o privilégio de controlar a música sacra em Bolonha e o poder nomear mestres de capela. Clemente XIV (1772) e Pio IX (1847) aprovaram posteriores reformulações estatutárias. Depois da unificação italiana em 1860 a função de Cardeal Protetor foi extinta, substituída por uma Presidência  leiga, mas a ligação com a Igreja não se interrompeu, e os sucessivos cardeais arcebispos de Bolonha continuaram a ser inscritos no Livro de Ouro. Em 1881, sob a presidência de Federico Parisini, a Academia recebeu o reconhecimento do novo Estado Italiano, passando a denominar-se Real Academia Filarmônica, um título que por tradição se mantém até hoje.
Sua estrutura foi adaptada à nova condição e ao contexto musical do século XIX, herdando o rico patrimônio que a Academia original reuniu ao longo dos séculos, que inclui uma grande biblioteca com livros e manuscritos, instrumentos e uma série de outros itens relacionados à história da música, da instituição e dos seus sócios e mecenas. Atualmente a Real Academia é um grande centro cultural e musical, mantendo uma série de concertos regulares, cursos, um departamento de pesquisa e musicologia e outras atividades. A admissão ainda é fonte de prestígio para os músicos, e no século XX foram incorporados, por exemplo, Claudio Abbado, Sergiu Celibidache, Carlo Maria Giulini, Riccardo Muti, Mstislav Rostropovich, Mirella Freni, Nicolai Ghiaurov, Joan Sutherland, Luciano Berio, Peter Maxwell Davies, Nino Pirrotta e Karlheinz Stockhausen.